# Fliegl Fahrzeugbau
Die Fliegl Fahrzeugbau GmbH ist ein international tätiger Hersteller von Aufliegern und Anhängern sowie wichtigster Teil der gleichnamigen Unternehmensgruppe mit Sitz im thüringischen Triptis, die sich mit ihren Gesellschaften auf die Produktion von Nutzfahrzeugen und Landmaschinen spezialisiert hat.

## Fliegl Gruppe

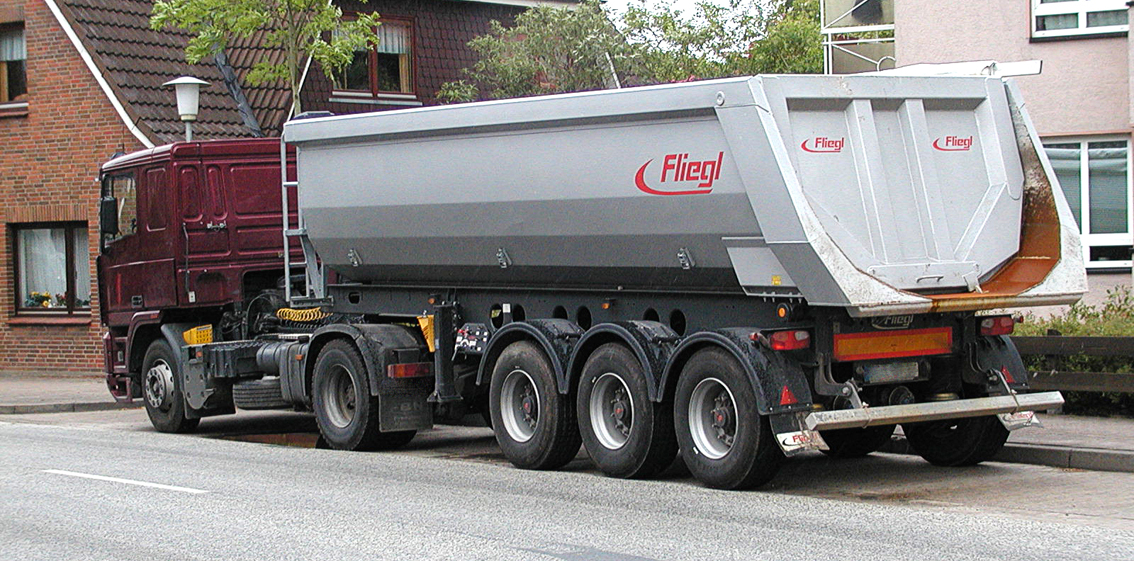
Ein dreiachsiger Kippsattelauflieger der Fliegl Fahrzeugbau GmbH an einer Sattelzugmaschine.

Die Fliegl Gruppe besteht aus insgesamt zehn Gesellschaften, zu denen neben der Fliegl Fahrzeugbau GmbH auch die Fliegl Agrartechnik GmbH mit Sitz in Mühldorf am Inn zählt. Neben weiteren Gesellschaften in Frankreich, Tschechien, der Slowakei, Rumänien und der Ukraine gehören zur Unternehmensgruppe:
- Fliegl Agrartechnik GmbH in Mühldorf am Inn
- Fliegl Bau- und Kommunaltechnik GmbH in Mühldorf am Inn
- Fliegl Fahrzeugbau GmbH in Triptis
- Fliegl Trailer GmbH in Triptis
- Fliegl Kft. in Abda (Ungarn)
- Fliegl Agro-Center GmbH in Kastl
- Fliegl Ibérica SL in Vilafranca (Spanien)
- Hangler Fahrzeugbau GmbH in Pramet (Österreich)
- Fliegl Grünlandtechnik in Kirchdorf Obb.

## Nutzfahrzeugbau
Zur Fliegl Fahrzeugbau GmbH zählen zwei eigenständige Werke in Triptis. Dort sind etwa 135 Mitarbeiter beschäftigt und produzieren für das Transportgewerbe sowie die Bauwirtschaft alle Arten von Aufliegern und Anhängern. 2005 entstand ebenfalls in Triptis eines der modernsten Werke für die Serienfertigung von Gardinenaufliegern, Hinterkippern und Containerchassis. Ein weiteres Werk im oberbayerischen Mühldorf am Inn wurde 2013 eingeweiht. Die Verlagerung des Firmensitzes von Töging ins gut zehn Kilometer entfernte Mühldorf am Inn war die größte Investition in der Geschichte der Fliegl Agrartechnik GmbH. Mit rund 30 Hektar ist das Areal gut dreimal so groß wie das bisherige, die Produktionskapazität stieg von etwa 300 auf bis zu 500 Fahrzeuge pro Monat.

## Erfolg
Einen Erfolg konnte Fliegl Fahrzeug-, Trailer-Bau verzeichnen, seitdem in Skandinavien und in den Niederlanden mit den langen Nutzfahrzeug-Kombinationen experimentiert wurde. Das Unternehmen konnte u. a. dort den Dolly (Achslaufwerk) in großen Stückzahlen verkaufen. Auch in Russland sind bereits Dutzende der kompletten EuroCombi-LKW von Fliegl unterwegs, wobei diese im Werk intern nur „25 Komma 25“ genannt werden. Die speziellen Bezeichnungen der verschiedenen LKW-Kombinationen sind: Super Train (Sattelzug mit Tandemanhänger), Road Train (Dreiachs Motorwagen mit Dolly und Auflieger) und der spezielle Combi Train. Dieser besteht aus einer Sattelzugmaschine mit zwei Aufliegern, wobei der zweite Auflieger, hinten auf den ersten aufgesattelt wird und der Typ auch unter dem Namen: B-Double bekannt ist. Der BOKraft-Kreis kann mit dem B-Double zz. noch nicht befahren werden.
Fliegl gehört von Anfang an mit zu den vier großen Nutzfahrzeug-Herstellern, die sich für den EuroCombi starkmachen.